# قبرستان وری
قبرستان وری مربوط به مفرغ است و در شهرستان مهران، بخش ملکشاهی، دهستان گچی، ۵۰۰ متری شرق روستای متروکه وری واقع شده و این اثر در تاریخ ۲۲ آبان ۱۳۸۶ با شمارهٔ ثبت ۱۹۹۴۱ به‌عنوان یکی از آثار ملی ایران به ثبت رسیده‌است.